# Ornithogalum arianum
Ornithogalum arianum là một loài thực vật có hoa trong họ Măng tây. Loài này được Lipsky mô tả khoa học đầu tiên năm 1932.